# Murrayfield Stadium
Murrayfield Stadium – stadion sportowy położony w Edynburgu (Szkocja), którego właścicielem jest Scottish Rugby Union. Obiekt został oddany do użytku w 1925 roku. Jego pojemność wynosi 67 800 miejsc.

## Rugby
Murrayfield Stadium jest to stadion narodowy Reprezentacja Szkocji w rugby na którym rozgrywa wszystkie swoje mecze w roli gospodarza. Na tym obiekcie swoje mecze rozgrywa Edinburgh Rugby. Na meczach tej drużyny używa się tylko 12 464 miejsc. Co roku na obiekcie rozgrywany jest turniej rugby sevens Edinburgh Sevens (Scotland Sevens). W 2005 gościł finał Pucharu Heinekena. Podczas Puchar Świata w 2007 na Murrayfield Stadium rozegrano dwa spotkania fazy grupowej:
| Data             | Gospodarz | Wynik | Gość          |
| ---------------- | --------- | ----- | ------------- |
| 18 września 2007 | Szkocja   | 42:0  | Rumunia       |
| 23 września 2007 | Szkocja   | 0:42  | Nowa Zelandia |

23 maja 2009 na stadionie odbył się finał Pucharu Heinekena pomiędzy Leinster Rugby i Leicester Tigers.

## Piłka nożna
Stadion Murrayfield gości również mecze piłkarskie. W sezonie 2006/07 swoje spotkania w Pucharze UEFA rozgrywał na tym obiekcie zespół Heart of Midlothian F.C., ponieważ stadion Tynecastle nie spełniał wymogów UEFA. 
28 lipca 2007 roku na stadionie Murrayfield odbył się towarzyski mecz pomiędzy Heart of Midlothian F.C. i FC Barcelona, który, w obecności 57,857 widzów, wygrała drużyna z Katalonii 3:1. 

### Mecze Hearts w Lidze Mistrzów
|  | Legenda: - PU – Puchar UEFA - 2r el – druga runda eliminacyjna, 3r el – trzecia runda eliminacji, - dogr. – mecz po dogrywce, k. – rzuty karne, los. – losowanie, wo. – walkower |

| Lp. | Data | Sezon   | Puchar | Runda | Kraj                 | Przeciwnik       | Wynik | Uwagi |
| --- | ---- | ------- | ------ | ----- | -------------------- | ---------------- | ----- | ----- |
| 63. | ---  | 2006/07 | PU     | 2r el | Bośnia i Hercegowina | NK Široki Brijeg | 3:0   | -     |
| 65. | ---  | 2006/07 | PU     | 3r el | Grecja               | AEK Ateny        | 1:2   | -     |